# Augulaspis agathosmae
Augulaspis agathosmae är en insektsart som först beskrevs av Abraham Munting 1965.  Augulaspis agathosmae ingår i släktet Augulaspis och familjen pansarsköldlöss. Inga underarter finns listade i Catalogue of Life.